# 빅토르 부냐콥스키
빅토르 야코블레비치 부냐콥스키(러시아어: Ви́ктор Я́ковлевич Буняко́вский Viktor Yakovlevich Bunyakovsky[*], 우크라이나어: Ві́ктор Я́кович Буняко́вський, 1804년 12월 16일 ~ 1889년 12월 12일)는 러시아 제국의 수학자였다. 이론 역학과 수론에 공헌(부냐콥스키 추측 등)하였으며, 무한 차원에 대한 코시-슈바르츠 부등식을 헤르만 슈바르츠보다 앞서 증명하였으나 당시 널리 알려지지 않았다.

## 생애
1804년 러시아 제국의 바르(오늘날 우크라이나)에서 기병대 장교의 아들로 태어났다. 일찍이 아버지의 친구이던 알렉산드르 토르마소프 백작으로부터 수학 교육을 받을 수 있었다. 이후 프랑스 파리의 소르본 대학으로 유학하여 라플라스와 푸아송의 강의를 들으며 수학과 물리학을 공부하였다.
1825년 오귀스탱 루이 코시의 지도 하에 박사논문을 완성하고 1826년 상트페테르부르크로 돌아와 교편을 잡았다. 러시아 과학 아카데미 회원으로서 이후 부회장을 역임하였다. 1889년 상트페테르부르크에서 사망했다.